# Кубок України з футболу 2017—2018
Кубок України з футболу 2017—2018 — 27-й розіграш кубка України. Тривав з липня 2017 по травень 2018 років. Фінал відбувся 9 травня в місті Дніпро, на стадіоні «Дніпро-Арена».
Усі етапи турніру складаються з одного матчу. Жеребкування — сліпе. Якщо команди виступають в одній лізі, то господарем є команда, яка отримала непарний номер під час жеребкування. Якщо команди з різних ліг, то господарем є команда з нижчої ліги.

## Учасники
У цьому розіграші кубка беруть участь 51 команда чемпіонату, а також 2 фіналісти кубка України серед аматорів 2016-2017 років:
| Клуби Прем'єр-ліги: - «Верес» (Рівне) - «Ворскла» (Полтава) - «Динамо» (Київ) - «Зірка» (Кропивницький) - «Зоря» (Луганськ) - «Карпати» (Львів) - ФК «Маріуполь» (Маріуполь) - ФК «Олександрія» (Олександрія) - «Олімпік» (Донецьк) - «Сталь» (Кам'янське) - «Чорноморець» (Одеса) - «Шахтар» (Донецьк) | Клуби першої ліги: - «Авангард» (Краматорськ) - «Арсенал-Київ» (Київ) - «Балкани» (Зоря) - «Волинь» (Луцьк) - «Геліос» (Харків) - «Гірник-спорт» (Горішні Плавні) - «Десна» (Чернігів) - «Жемчужина» (Одеса) - «Інгулець» (Петрове) - «Колос» (Ковалівка) - «Кремінь» (Кременчук) - МФК «Миколаїв» (Миколаїв) - «Нафтовик-Укрнафта» (Охтирка) - «Оболонь-Бровар» (Київ) - ФК «Полтава» (Полтава) - «Рух» (Винники) - ПФК «Суми» (Суми) - «Черкаський Дніпро» (Черкаси) | Клуби другої ліги: - «Агробізнес» (Волочиськ) - «Арсенал-Київщина» (Біла Церква) - «Буковина» (Чернівці) - ФК «Дніпро» (Дніпро) - «Дніпро-1» (Дніпро) - «Енергія» (Нова Каховка) - ФК «Львів» (Львів) - «Металіст 1925» (Харків) - «Металург» (Запоріжжя) - «Мир» (Горностаївка) - «Нива» (Тернопіль) - «Нива-В» (Вінниця) - ФК «Нікополь» (Нікополь) - «Поділля» (Хмельницький) - «Полісся» (Житомир) - «Прикарпаття» (Івано-Франківськ) - «Реал Фарма» (Одеса) - «Скала» (Стрий) - «Суднобудівник» (Миколаїв) - «Таврія-Сімферополь» (Херсон) - ФК «Тернопіль» (Тернопіль) | Володар та фіналіст Кубка серед аматорських команд: - «Чайка» (Петропавлівська Борщагівка) - СКК «Демня» (Демня) |

## Перший попередній етап
Жеребкування відбулося 30 червня 2017 року, матчі — 9 і 10 липня 2017 року. У цьому етапі брали участь 26 команд — 2 аматорські команди, 21 команда другої ліги і 3 команди першої ліги.
| Команда 1            | Рахунок       | Команда 2     |
| -------------------- | ------------- | ------------- |
| 9 липня              |               |               |
| «Чайка»              | 0:2           | «Рух»         |
| «Поділля»            | 1:3           | «Нива-В»      |
| ФК «Нікополь»        | 1:0 дч        | «Мир»         |
| СКК «Демня»          | 2:1 дч        | ФК «Дніпро»   |
| «Металіст 1925»      | 2:2, пен. 3:4 | «Нива»        |
| «Реал Фарма»         | 1:3           | «Енергія»     |
| ФК «Львів»           | 2:0           | «Кремінь»     |
| ФК «Тернопіль»       | 1:1, пен. 3:5 | «Агробізнес»  |
| «Таврія-Сімферополь» | 3:0           | «Скала»       |
| «Арсенал-Київщина»   | 0:3           | «Прикарпаття» |
| «Металург»           | 0:2           | «Полісся»     |
| «Дніпро-1»           | 5:0           | «Буковина»    |
| 10 липня             |               |               |
| «Суднобудівник»      | 0:2           | «Балкани»     |

## Другий попередній етап
Жеребкування відбулося 13 липня 2017 року, матчі — 26 і 27 липня 2017 року. У цьому етапі брали участь 28 команд — 13 переможців першого попереднього етапу і 15 команд першої ліги.
| Команда 1            | Рахунок       | Команда 2           |
| -------------------- | ------------- | ------------------- |
| 26 липня             |               |                     |
| «Авангард»           | 1:0           | МФК «Миколаїв»      |
| «Геліос»             | 0:0, пен. 3:1 | «Оболонь-Бровар»    |
| «Інгулець»           | 3:1           | ФК «Полтава»        |
| «Нива»               | 0:2           | «Прикарпаття»       |
| «Енергія»            | 1:4           | «Жемчужина»         |
| «Рух»                | 1:3 дч        | «Гірник-спорт»      |
| «Десна»              | 4:0           | «Балкани»           |
| «Агробізнес»         | 2:2, пен. 5:4 | «Нафтовик-Укрнафта» |
| «Колос»              | 3:2           | «Черкаський Дніпро» |
| СКК «Демня»          | 1:0           | «Полісся»           |
| ФК «Нікополь»        | 0:1           | «Арсенал-Київ»      |
| ФК «Львів»           | 3:0           | «Волинь»            |
| «Дніпро-1»           | 2:0           | ПФК «Суми»          |
| 27 липня             |               |                     |
| «Таврія-Сімферополь» | 2:1 дч        | «Нива-В»            |

## 1/16 фіналу
Жеребкування відбулося 4 серпня 2017 року, матчі — 20 вересня 2017 року. У цьому етапі брали участь 20 команд — 14 переможців другого попереднього етапу і 6 команд Прем'єр-ліги.
| Команда 1            | Рахунок       | Команда 2      |
| -------------------- | ------------- | -------------- |
| СКК «Демня»          | 1:2           | ФК «Львів»     |
| «Дніпро-1»           | 1:0           | «Гірник-спорт» |
| «Жемчужина»          | 1:1, пен. 1:4 | «Сталь»        |
| «Авангард»           | 0:2           | «Ворскла»      |
| «Таврія-Сімферополь» | 3:2 дч        | «Зірка»        |
| «Колос»              | 1:2           | ФК «Маріуполь» |
| «Прикарпаття»        | 2:1           | «Карпати»      |
| «Геліос»             | 1:2           | «Десна»        |
| «Агробізнес»         | 1:2 дч        | «Верес»        |
| «Інгулець»           | 0:0, пен. 5:6 | «Арсенал-Київ» |

## 1/8 фіналу
Жеребкування відбулося 27 вересня 2017 року, матчі — 25 жовтня 2017 року. У цьому етапі брали участь 16 команд — 10 переможців 1/16 фіналу та 6 команд Прем'єр-ліги.
| Команда 1            | Рахунок       | Команда 2      |
| -------------------- | ------------- | -------------- |
| «Дніпро-1»           | 0:0, пен. 8:7 | «Чорноморець»  |
| «Арсенал-Київ»       | 0:1           | «Верес»        |
| ФК «Олександрія»     | 2:3 дч        | «Динамо»       |
| ФК «Львів»           | 1:1, пен. 5:3 | «Сталь»        |
| «Таврія-Сімферополь» | 0:5           | ФК «Маріуполь» |
| «Ворскла»            | 2:0 дч        | «Олімпік»      |
| «Прикарпаття»        | 0:2           | «Десна»        |
| «Зоря»               | 3:4 дч        | «Шахтар»       |

## 1/4 фіналу
Жеребкування відбулося 31 жовтня 2017 року, матчі — 29 листопада 2017 року.
| Команда 1  | Рахунок | Команда 2      |
| ---------- | ------- | -------------- |
| «Шахтар»   | 4:0     | «Верес»        |
| «Десна»    | 0:2     | «Динамо»       |
| «Ворскла»  | 1:2     | ФК «Маріуполь» |
| ФК «Львів» | 1:2 дч  | «Дніпро-1»     |

## 1/2 фіналу
Жеребкування відбулося 2 березня 2018 року, матчі — 18 квітня 2018 року.
| Команда 1  | Рахунок | Команда 2      |
| ---------- | ------- | -------------- |
| «Дніпро-1» | 1:4     | «Динамо»       |
| «Шахтар»   | 5:1     | ФК «Маріуполь» |

## Фінал
| 9 травня 2018 20:30 EEST +25 °C |

| «Динамо» | 0:2      | «Шахтар»                   |
| -------- | -------- | -------------------------- |
|          | Протокол | Феррейра 47' Ракицький 61' |

| «Дніпро-Арена», Дніпро Глядачів: 28 155 Арбітр: Юрій Можаровський (Львів) |